# Coney Island (New York)

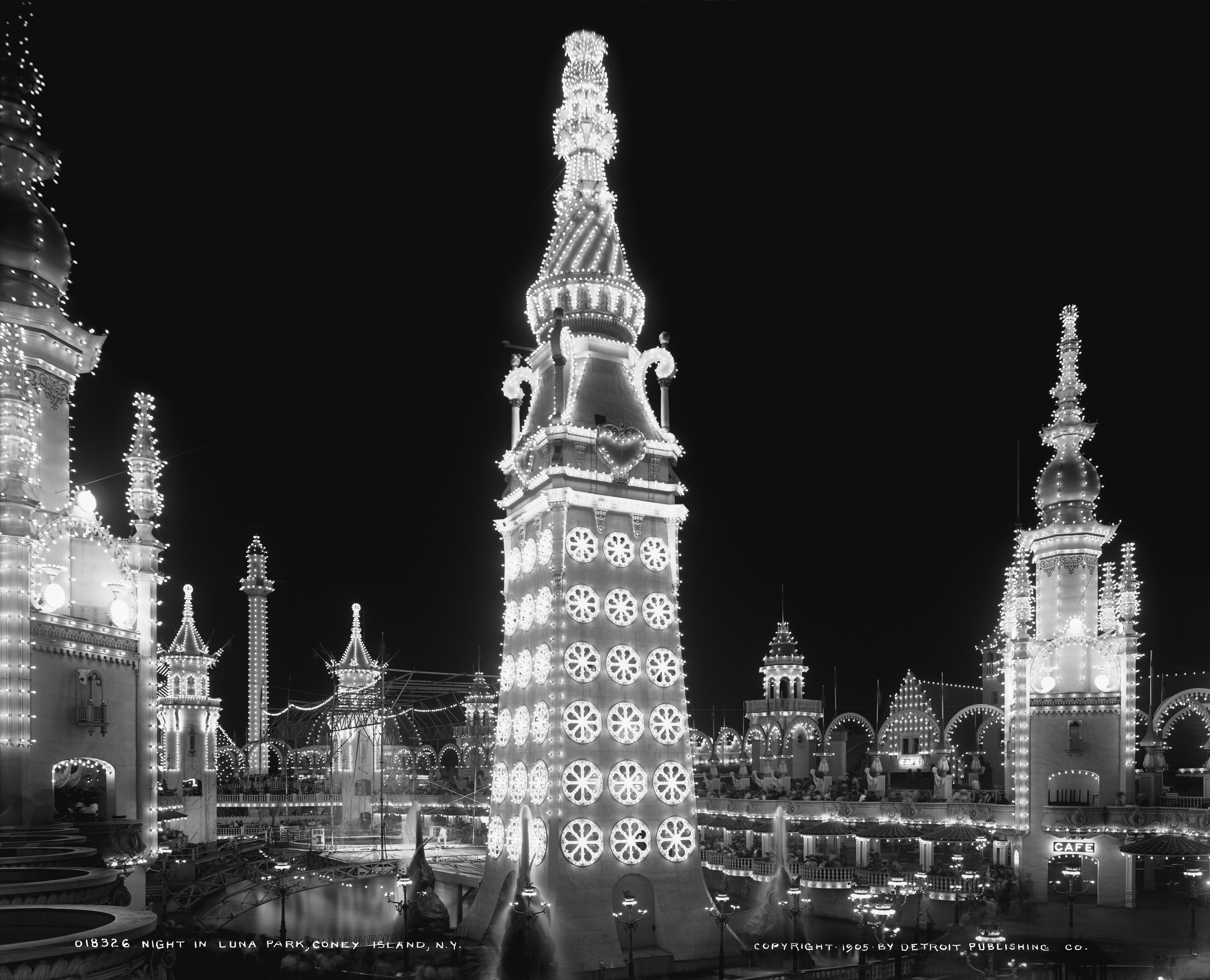
Nachtopname in Luna Park, Coney Island, omstreeks 1905.

Coney Island is een Amerikaans schiereiland en een wijk in het uiterste zuiden van het stadsdeel Brooklyn van New York.
Coney Island heeft een strand aan de Atlantische Oceaan. Coney Island wordt omringd door Sea Gate in het westen, Brighton Beach en Manhattan Beach in het oosten en Gravesend in het noorden.
Het gebied was een recreatiegebied en plaats van attractieparken die hun piek beleefden aan het begin van de 20e eeuw. Na de Tweede Wereldoorlog verloor het veel van zijn populariteit. Tegenwoordig is het gebied gerevitaliseerd met de opening van het MCU Park, thuisbasis voor het minor league baseball-team Brooklyn Cyclones.

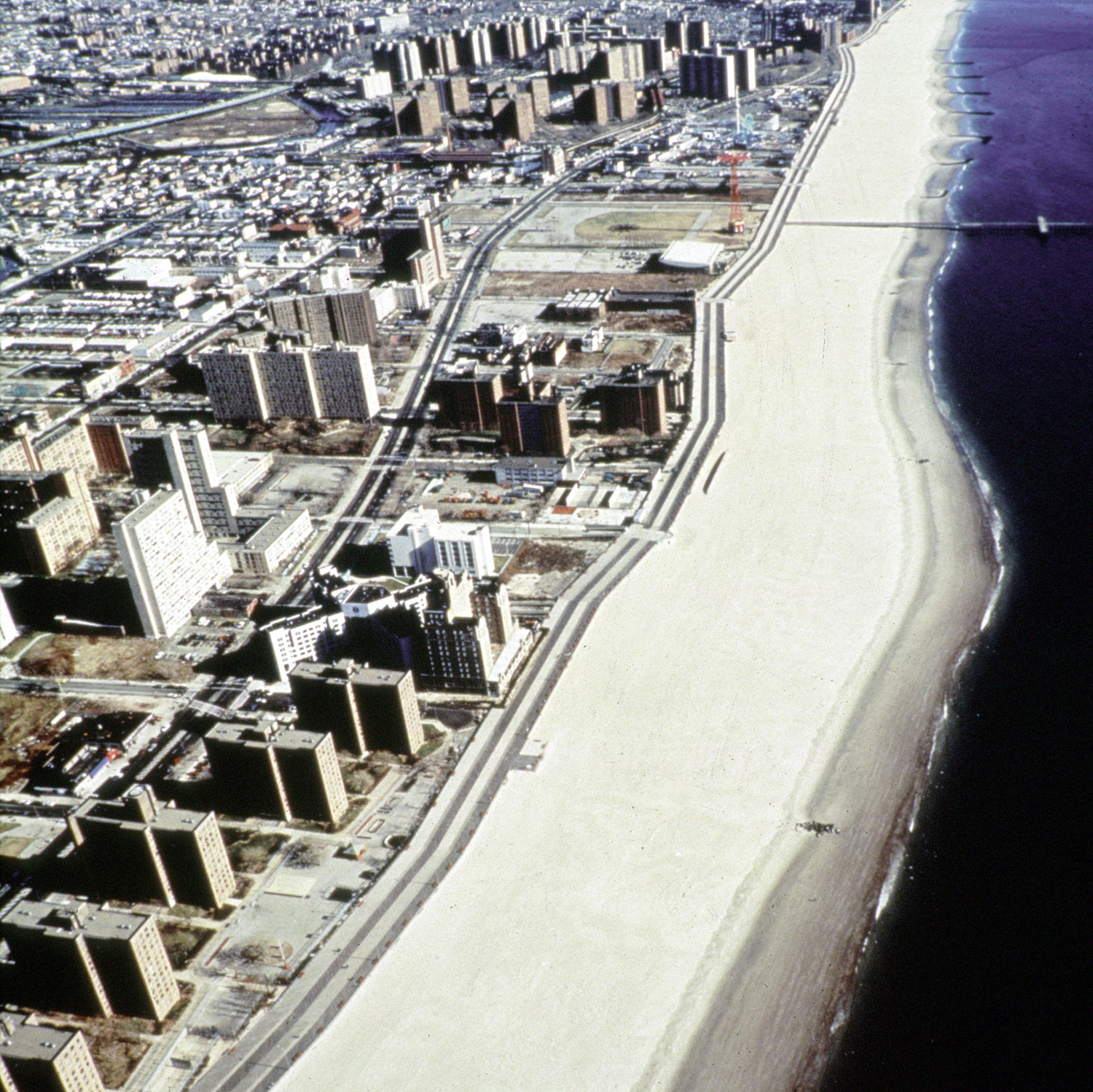
Luchtfoto van het strand

## Geografie
Coney Island ligt in het westen van Long Island en is ongeveer zes kilometer lang en één kilometer breed. Het was oorspronkelijk een eiland dat werd gescheiden van Brooklyn door de Coney Island Creek, die in de twintigste eeuw echter is opgevuld met puin van de aanleg van de Belt Parkway.

## Geschiedenis
De Lenni-Lenape noemden het eiland Narrioch (land zonder schaduw) omdat het eiland de hele dag zonneschijn kreeg. De naam Coney Island is een verengelsing van de Nederlandse benaming Conyne Eylandt, oftewel konijneneiland, zoals de eerste kolonisten van Nieuw-Nederland dit eiland noemden. Deze naam is ook te vinden op de kaart van Nieuw-Nederland uit 1639 van Johannes Vingboons.

## Demografie
De wijken Coney Island en Sea Gate worden beschouwd als één censusgebied. In 2020 telden de wijken 49.517 inwoners. Hiervan was 50,1% Kaukasisch; 20,5% Afro-Amerikaans; 17,3% was Hispanic ongeacht ras of etnische groepering; 8,5% Aziatisch; 0,9% had een andere etnische afkomst en 2,7% had twee of meer etnische achtergronden.

## Vervoer

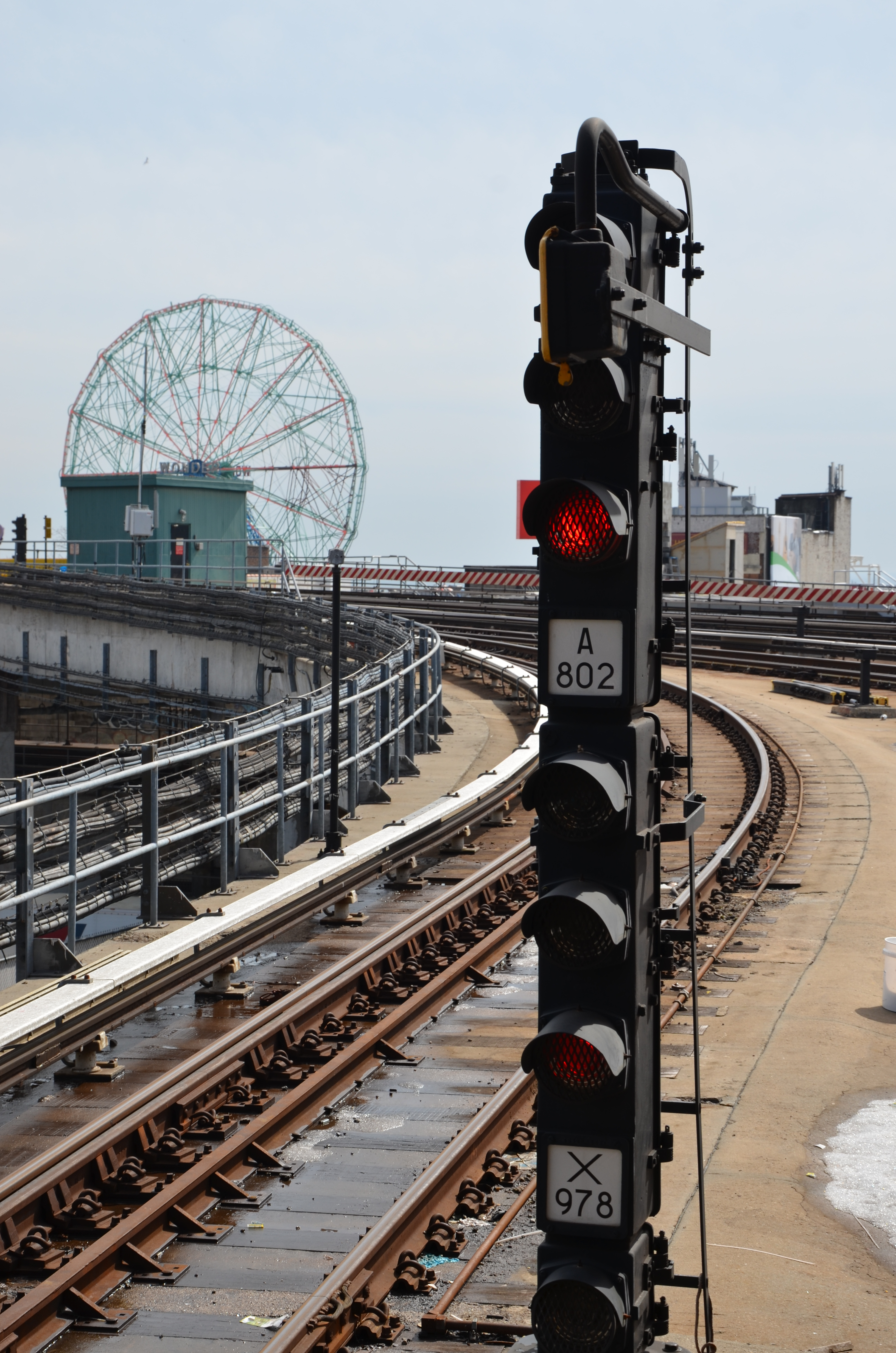
Metrostation in Coney Island, met op de achtergrond een van de vele pretparkattracties die Coney Island rijk is en was.

Het eiland wordt bediend door het station "Coney Island-Stillwell Avenue" (bediend door de D-, F-, N- en Q-lijnen) van de metro van New York. Onder het station is een busstation met de lijnen B68 naar Prospect Park, B74, B82 naar Starrett City en de X28 naar Manhattan.